# Дом наместника (Выборгский замок)
Дом наместника (Губернаторский дом, Государев дом, Комендантский дом) — проездное воротное здание в комплексе сооружений Выборгского замка, главный и единственный вход, через который посетители попадают с Крепостного моста на Замковый остров.

## История

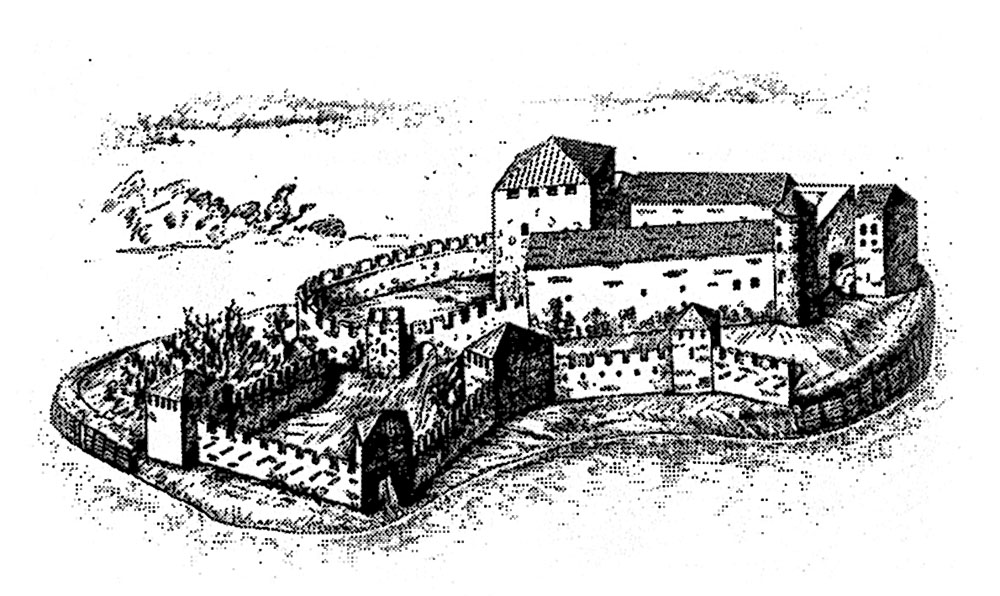
Выборгский замок в XV веке. На переднем плане — Пожарная башня

Въездные ворота в замок всегда тщательно охранялись. Первые замковые ворота располагались в стене Кузнечного двора. В середине XV века в период правления Карла Кнутссона Бунде была возведена проездная Пожарная башня, входившая в пояс цвингера. В середине XVI века к башне был пристроен двухэтажный дом с подвалом. В 1568 году у южной стены Пожарной башни были построены более мощные ворота и новый привратный дом с подъёмным мостом, а через двадцать лет до ворот был продлен крепостной вал, облицованный гранитом, сооружена круглая в плане башенка, а также караульня и глухая камера. Эти помещения в 1605 году были дополнены сводчатым бастионом. Так сложился мощный оборонительный привратный комплекс. Все эти постройки были в 1606—1608 гг. объединены, перестроены и надстроены уже из кирпича. Воротный проем был повышен, герса утратила свое назначение, до наших дней дошли лишь фрагменты щели от нее. Таким образом, образовалось вместительное здание, имевшее подвальный этаж и два этажа над поверхностью земли. Левая часть здания выделена полукруглым выступом, завершавшимся двухэтажной башенкой с флюгером, две бойницы внизу выступающей части служили защитой воротному комплексу. Справа и слева к зданию примыкала наружная каменная стена, сооруженная на месте бывших дерево-земляных укреплений. Новое здание выполняло как бы три функции: являлось главными воротами замка, защищало вход в замок, служило жилым домом для наместника Выборгского лена и его семьи.

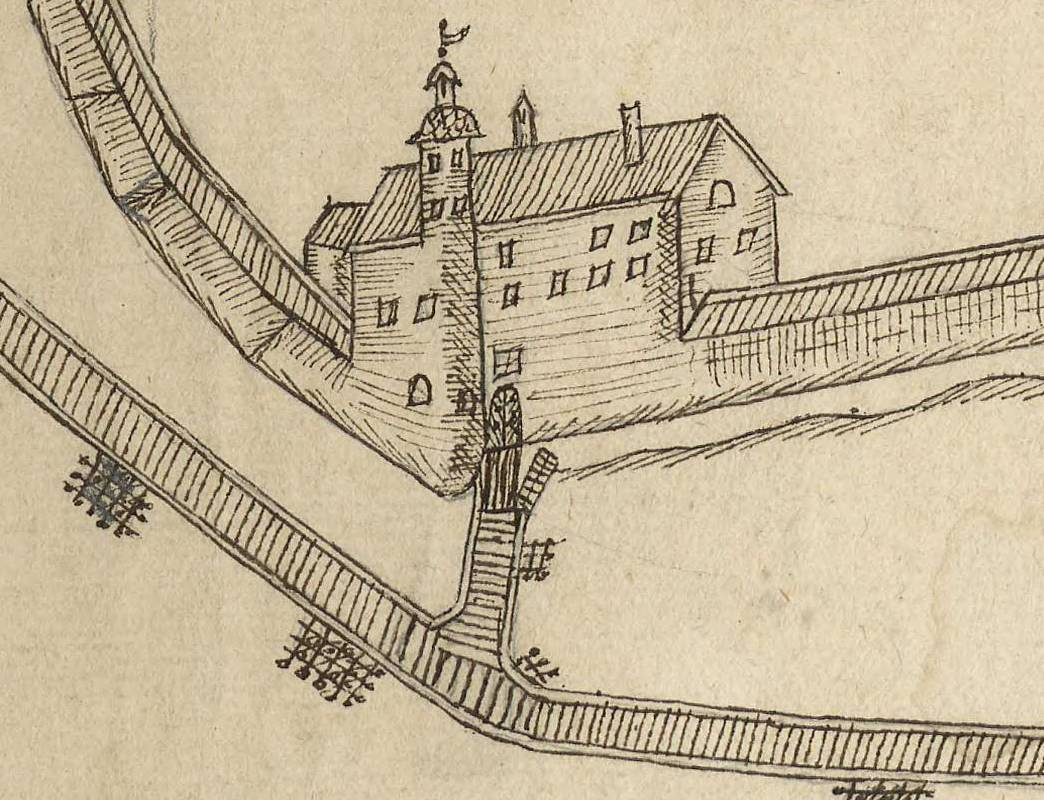
Дом на плане Выборга 1644 года

Здание было снабжено всеми удобствами того времени. Художники Иероним Брувер и Пер Монссон занимались украшением комнат, стекольщик Ханс сделал окна, пол в прихожей был выложен глазурованными плитками. Всеми строительными работами на Замковом острове ведал в этот период назначенный Карлом IX архитектор Антоний Альстед.

Дальберг Э.. Вид на Выборг. 1681 год.

В 1613 году на круглой башенке, включённой в единое здание в качестве архитектурного элемента, был поднят флаг герцога Карла Филиппа, брата шведского короля, претендента на русский престол. В 1634 г. было принято Уложение королевы Кристины, согласно п. 23 королевство было разделено на губернии во главе которых монархом назначались губернаторы. Резиденция Выборгского губернатора разместилась в бывшем Доме Наместника, отчего он получил второе название «Губернаторский дом». Кроме непосредственно жилых покоев в здании находились столовая, приемная, комната для подарков, кухня, пивоварня с кладовой. Неподалеку, на переднем (нижнем) дворе замка, находилась губернская канцелярия.
Не позже 1681 г. была перестроена верхняя часть здания, построен чердак, очевидно в это же время была разобрана башенка с флюгером. Именно в таком виде здание увидел и зарисовал шведский фортификатор Эрик Дальберг в октябре 1681 года.

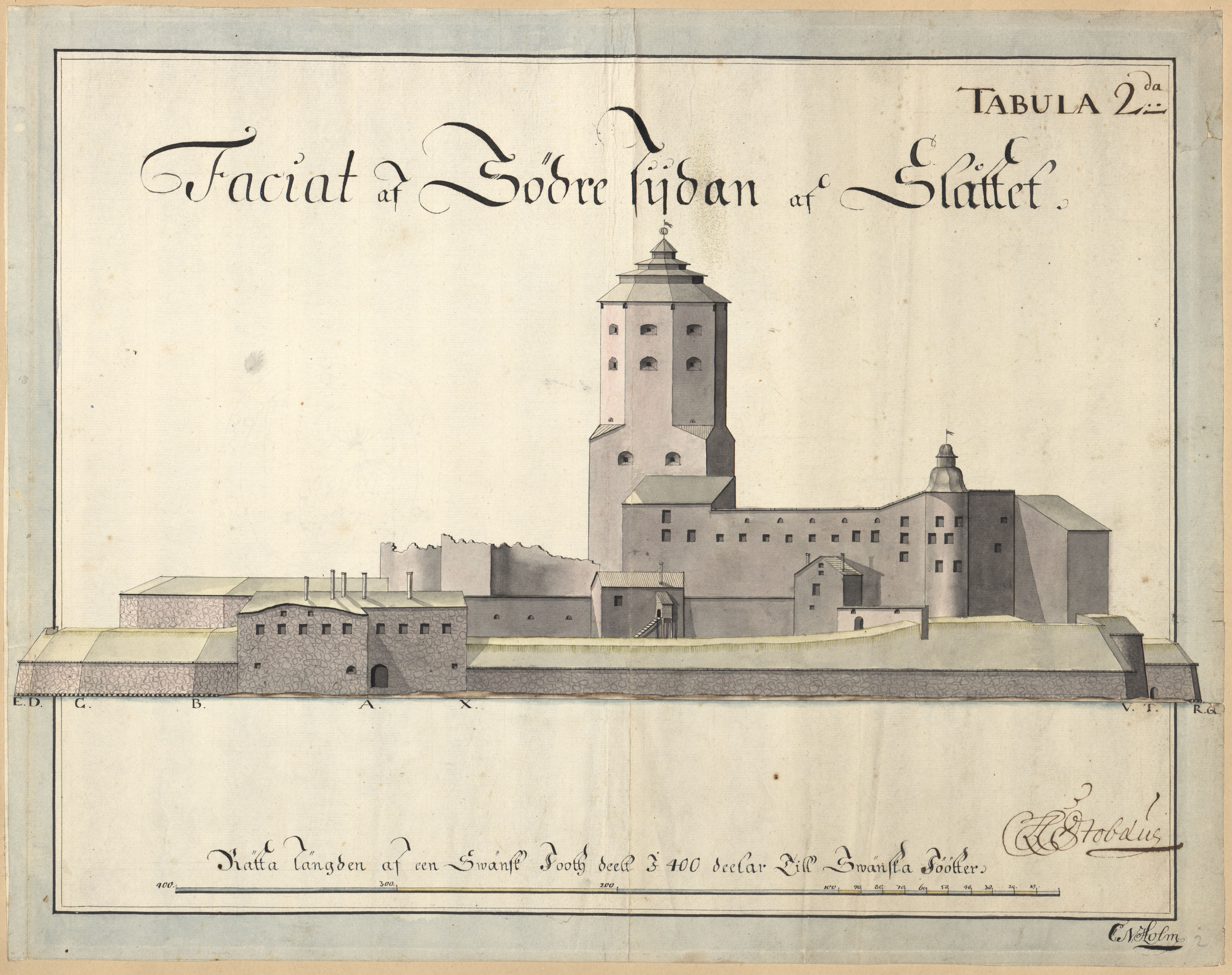
Стобеус Л. К. Хольм К. Н. Фасад Выборгского замка с Южной стороны. 1703 г. Библиотека Уппсальского университета

После взятия Выборга русскими войсками в 1710 году Пётр I, неоднократно посещавший Выборг, всегда останавливался в нем, поэтому дом получил наименование «государев». В 1744—1783 годах здание занимала канцелярия Выборгского губернатора. Канцелярия занимала три больших комнаты на втором этаже здания, в остальных помещениях размещались: архив, жилые комнаты для писарей и солдат. В 1784—1796 годах губернская канцелярия получила название «канцелярия Наместника», в связи с административной реформой Екатерины II, что никак не отразилось на функции здания.
В 1800—1860-е годы в здании располагался ордонансгауз. На первом этаже располагались военные арестанты (нижние чины), караул, «казенное вино», а на втором «комиссия военного суда», комендантская канцелярия, вестовые гарнизона.
В 1866 году бывшие помещения ордонансгауза были приспособлены для размещения писарей штаба Выборгской крепости. В 1885—1886 годах все здание было занято комендантским управлением и с этого времени за ним закрепилось наименование «Комендантский дом».
В 1890—1892 годах в Комендантском доме располагалась крепостная телеграфная и телефонная станции и квартира адъютанта штаба. В 1898 году в здании разместились квартиры для семейного офицера и двух жандармов.
Вследствие неоднократных пожаров Выборгский замок в XVIII—XIX веках пришёл в упадок. Богатые интерьеры с росписями стен и потолков, изразцовыми печами и керамическими полами, вероятно, утрачены после 1734 года. В ходе ремонтов дёрновую кровлю в середине XVIII века заменили черепичной, а в начале XIX века — железной. Комендантский дом к шестидесятым годам XIX века был одним из немногих использовавшихся помещений замка, однако в ходе реконструкции в 1891—1894 годах замок был восстановлен и перепланирован для приспособления под нужды гарнизона. Несмотря на то, что проектом Ю. Я. Аренберга, утверждённым императором Александром III в 1890 году, предусматривалось воссоздание утраченных в XVII веке элементов здания, эти идеи не были учтены при ремонте. Дом снова сгорел в ходе советско-финских войн (1939—1944), но в послевоенное время отремонтирован. В объёме здания сохранились разновременные сооружения, создававшиеся на протяжении нескольких веков. После передачи замка в 1964 году краеведческому музею в доме разместились музейные службы, выставочные залы и кафе. Архитекторами И. А. Хаустовой и М. А. Дементьевой был разработан проект реставрации Комендантского дома с восстановлением третьего яруса круглой привратной башенки и бойниц, однако в ходе реставрации внутренних помещений в начале 1980-х годов внешний облик здания не претерпел значительных изменений.
В 2018—2021 годах в Доме Наместника были проведены ремонтно-реставрационные работы, которые внесли ряд изменений в его облик.

## Описание

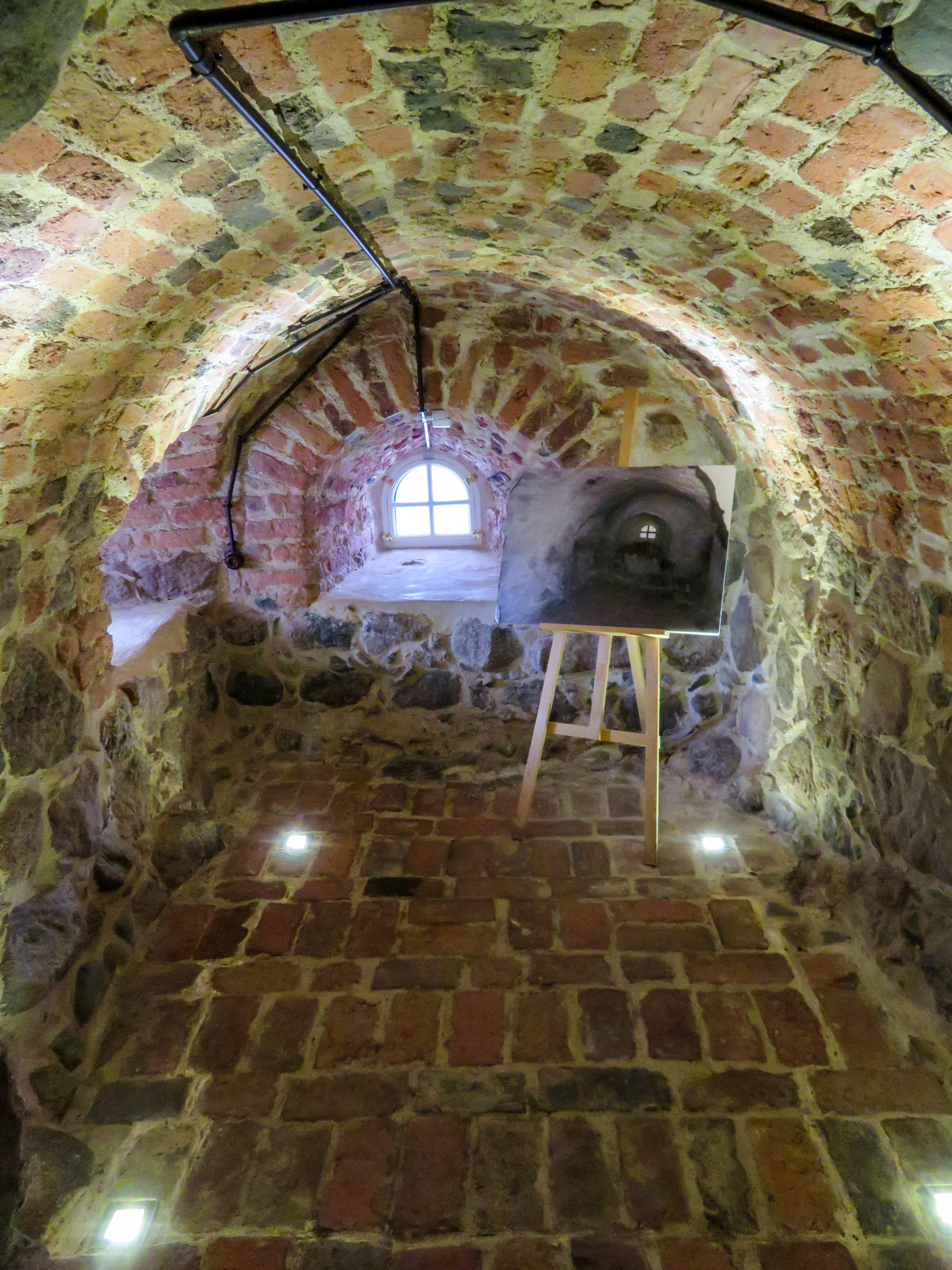
Боевой каземат в подошвенном бое башни

Комендантский дом — двухэтажное здание, на уровне первого этажа состоящее из двух соединённых под углом объёмов, между которыми находится проездная арка. Фундамент и стены сложены из валунов, под которыми лежат брёвна на сваях. Толщина стен первого этажа достигает двух метров. Между этажами — помещение с бойницами, направленными в сторону моста и ворот. Второй этаж — кирпичный, со стенами толщиной 80 сантиметров. Дом крыт двускатной кровлей, над которой ранее возвышалась трёхъярусная привратная башенка (сохранились только два яруса) с окнами, пробитыми на месте бойниц, державших под огнём подступы к воротам. На старых планах здание изображалось трёхэтажным, с бойницами на верхнем, боевом этаже. Боевой этаж и третий ярус башни были разобраны 1681—1682 годах.